# Landkreis Delitzsch
Der Landkreis Delitzsch war zusammen mit dem Landkreis Torgau-Oschatz bis 2008 der nördlichste Landkreis des Freistaates Sachsen. Ehemalige Nachbarkreise waren im Norden die sachsen-anhaltischen Landkreise Anhalt-Bitterfeld und Wittenberg, im Osten der Landkreis Torgau-Oschatz, im Südosten der Muldentalkreis, im Süden die kreisfreie Stadt Leipzig und der Landkreis Leipziger Land und im Westen der sachsen-anhaltische Saalekreis.

## Geschichte
Das Gebiet des Landkreises gehörte ursprünglich zum kurfürstlich-sächsischen Leipziger Kreis (mehrheitlich die Ämter Delitzsch und Eilenburg) und wurde 1815 Teil der preußischen Provinz Sachsen. 1816 wurde dort der preußische Landkreis Delitzsch errichtet, der in seiner Form bis zur DDR-Kreisreform 1952 bestand und dann in einen Kreis Delitzsch und einen Kreis Eilenburg aufgespalten wurde.
Die Kreise Delitzsch und Eilenburg bestanden zwischen 1952 und 1990 und waren Teil des DDR-Bezirks Leipzig.
Am 17. Mai 1990 wurden die Kreise nach dem Kommunalgesetz der DDR in Landkreise im Freistaat Sachsen umbenannt.

Landkreis Delitzsch bis 1994

Durch die Kreisreform am 1. August 1994 wurde der Landkreis Delitzsch mit dem Landkreis Eilenburg vereinigt, einige Teile von Eilenburg fielen jedoch an den Landkreis Torgau-Oschatz. Zum 1. Januar 1999 kamen die Städte Schkeuditz und Taucha und der Ort Podelwitz aus dem Landkreis Leipziger Land hinzu. Nach der Kreisreform Sachsen 2008 am 1. August 2008 wurde der Landkreis Delitzsch aufgelöst und das Gebiet gehört seitdem zum neuen Landkreis Nordsachsen.

## Verkehr
Der Landkreis Delitzsch besaß durch seine optimale Anbindung an das überregionale Verkehrsnetz einen großen Standortvorteil.
Folgende Verkehrsverbindungen waren überregional bedeutsam:
Bundesautobahnen: BAB 9 Berlin-München, BAB 14 Magdeburg – Dresden, das Schkeuditzer Kreuz verband beide Bundesautobahnen, die 6-spurig ausgebaut wurden.
Flugverkehr: Flughafen Leipzig/Halle mit einer 3600 m langen Landebahn und dem Bahnhof Flughafen Leipzig/Halle.
Bahnverkehr: Folgende Strecken führten durch den Landkreis:
- Neubaustrecke Erfurt–Leipzig/Halle (in Betrieb zwischen Leipzig und Gröbers), derzeit Fernverkehr zwischen Leipzig und Halle
- Bahnstrecke Trebnitz–Leipzig, mit Fernverkehr Richtung Berlin
- Bahnstrecke Halle–Cottbus
- Bahnstrecke Magdeburg–Leipzig (bis Gröbers vor allem S-Bahn)
- Bahnstrecke Leipzig–Eilenburg
- Bahnstrecke Pretzsch–Eilenburg
- Bahnstrecke Wurzen–Eilenburg

Bundesstraßen: B 2 Leipzig – Bad Düben – Lutherstadt Wittenberg,
B 87 Leipzig – Eilenburg – Torgau,
B 107 Wurzen – Eilenburg – Bad Düben,
B 183 Bitterfeld – Bad Düben – Torgau,
B 183a Bad Düben – Delitzsch – BAB 9,
B 184 Leipzig – Delitzsch – Dessau.

## Städte und Gemeinden
(Einwohnerzahlen vom 30. November 2006)
| Städte 1. Bad Düben (8.727) 2. Delitzsch, Große Kreisstadt (27.509) 3. Eilenburg, Große Kreisstadt (17.355) 4. Schkeuditz, Große Kreisstadt (18.444) 5. Taucha (14.458) Verwaltungsgemeinschaften und Verwaltungsverbände - Verwaltungsgemeinschaft Krostitz mit den Mitgliedsgemeinden Krostitz und Schönwölkau - Verwaltungsverband Eilenburg-West (Sitz Eilenburg) mit den Mitgliedsgemeinden Jesewitz und Zschepplin - Verwaltungsverband Wiedemar mit den Mitgliedsgemeinden Neukyhna (VV-Sitz im Ortsteil Kyhna), Wiedemar und Zwochau | Gemeinden 1. Doberschütz (4.448) 2. Jesewitz (3.155) 3. Krostitz (3.991) 4. Laußig (4.449) 5. Löbnitz (2.254) 6. Neukyhna (2.530) 7. Rackwitz (5.329) 8. Schönwölkau (2.709) 9. Wiedemar (2.253) 10. Zschepplin (3.261) 11. Zwochau (1.114) |

## Kfz-Kennzeichen
Anfang 1991 erhielt der Landkreis das Unterscheidungszeichen DZ. Es wurde bis zum 31. Juli 2008 ausgegeben. Seit dem 9. November 2012 ist es im Landkreis Nordsachsen erhältlich.